# ハンブルク・バレエ学校
ハンブルク・バレエ学校（ドイツ語: Ballettschule des Hamburg Ballett）は、1978年に開設されたハンブルク・バレエ団付属のバレエ学校である。ハンブルク・バレエ団の芸術監督であるジョン・ノイマイヤーが校長を務め、10歳から18歳までの若者が学んでいる。ハンブルク・バレエ団の団員を養成しており、トレーニング・ルームやリハーサル・ルーム、寄宿舎、食堂が設けられている。

## 課程
通常のクラス・レッスンに加え、古典的なアカデミック・ダンスの他、パ・ド・ドゥやノイマイヤー作品を含む古典およびコンテンポラリーのヴァリアシオンの教授に焦点を置いている。また、モダンダンスの技術やダンスの構成法、キャラクター・ダンス、筋力トレーニング、ピラティスにも重点が置かれている。理論面では、正しい筋肉の使い方を学ぶための解剖学、音楽理論、ダンス史なども教授される。
訓練課程は8年間で、入学には試験に合格する必要がある。
トレーニング・クラスは10歳から16歳、演劇クラスは16歳から18歳で、その前に7歳から9歳を対象とする予備クラスもある。入学には身体的適性の他、音楽性やダンスの素質、即興の才能、そして年齢に見合ったバレエ・テクニックが求められる。

## 歴史
始まりは1978年に遡る。最初のレッスンは、ハンブルク州立歌劇場のバレエ・ホールで、朝と夕方のリハーサルの間の空き時間に、ごくありあわせで行われた。その後、個別の部屋で行われるようになり、最終的に1987年から1989年にかけて、ハムのカスパール・フォークト通りにあった旧女子中学校の校舎をバレエ学校に改築してそこに移転した。なお、この校舎はフリッツ・シューマッハーの設計によるもので、1929年から1930年にかけて建てられたものである。

この校舎の体育館には、1930年に芸術家のアニタ・レーがハンブルク市庁舎に壁画を制作する芸術家への資金提供プログラムの一環として制作した『動物とオルフェウス』が描かれており、この体育館は現在は「フォーキン・スタジオ」となっている。

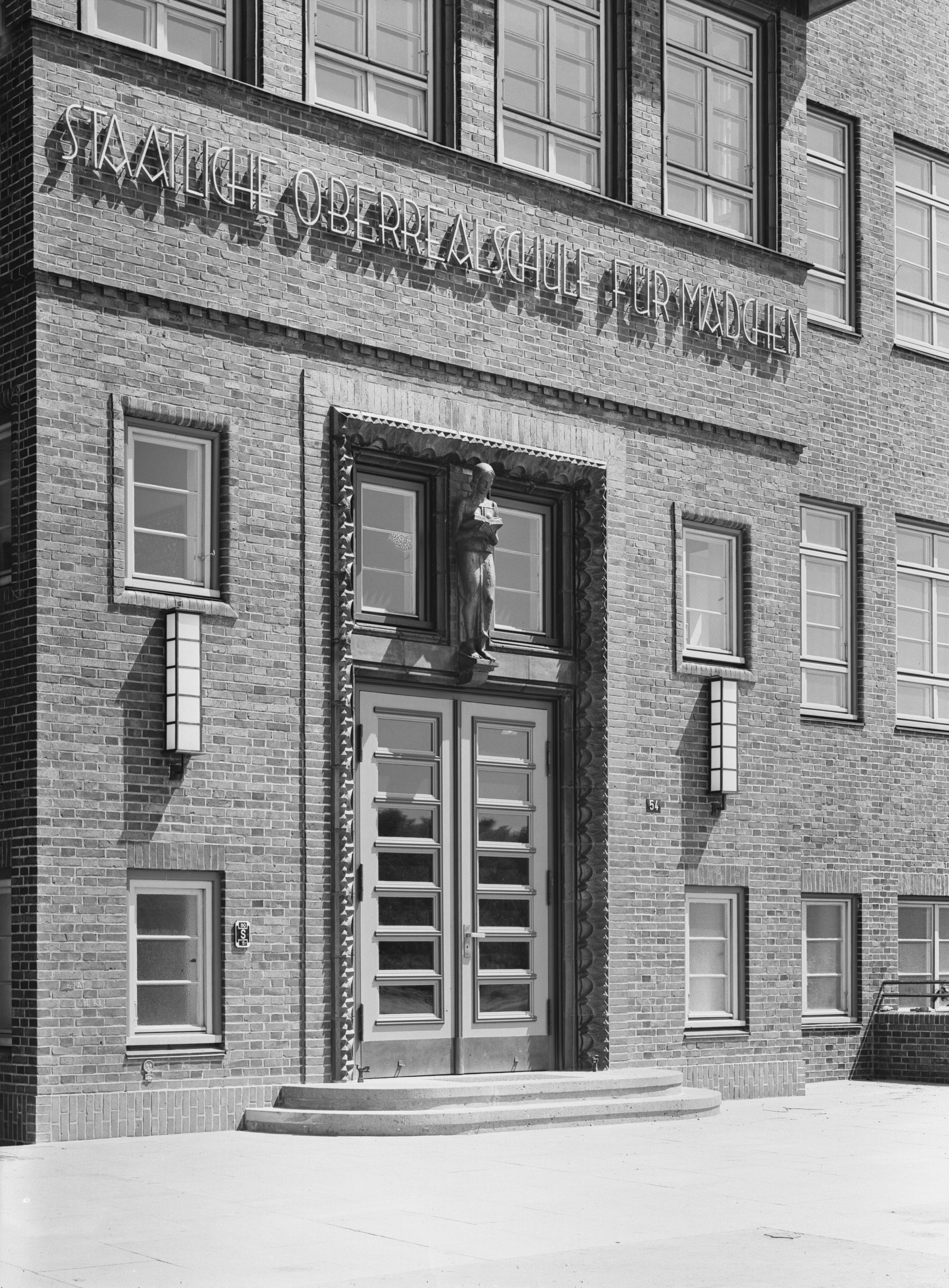
玄関。1930年頃
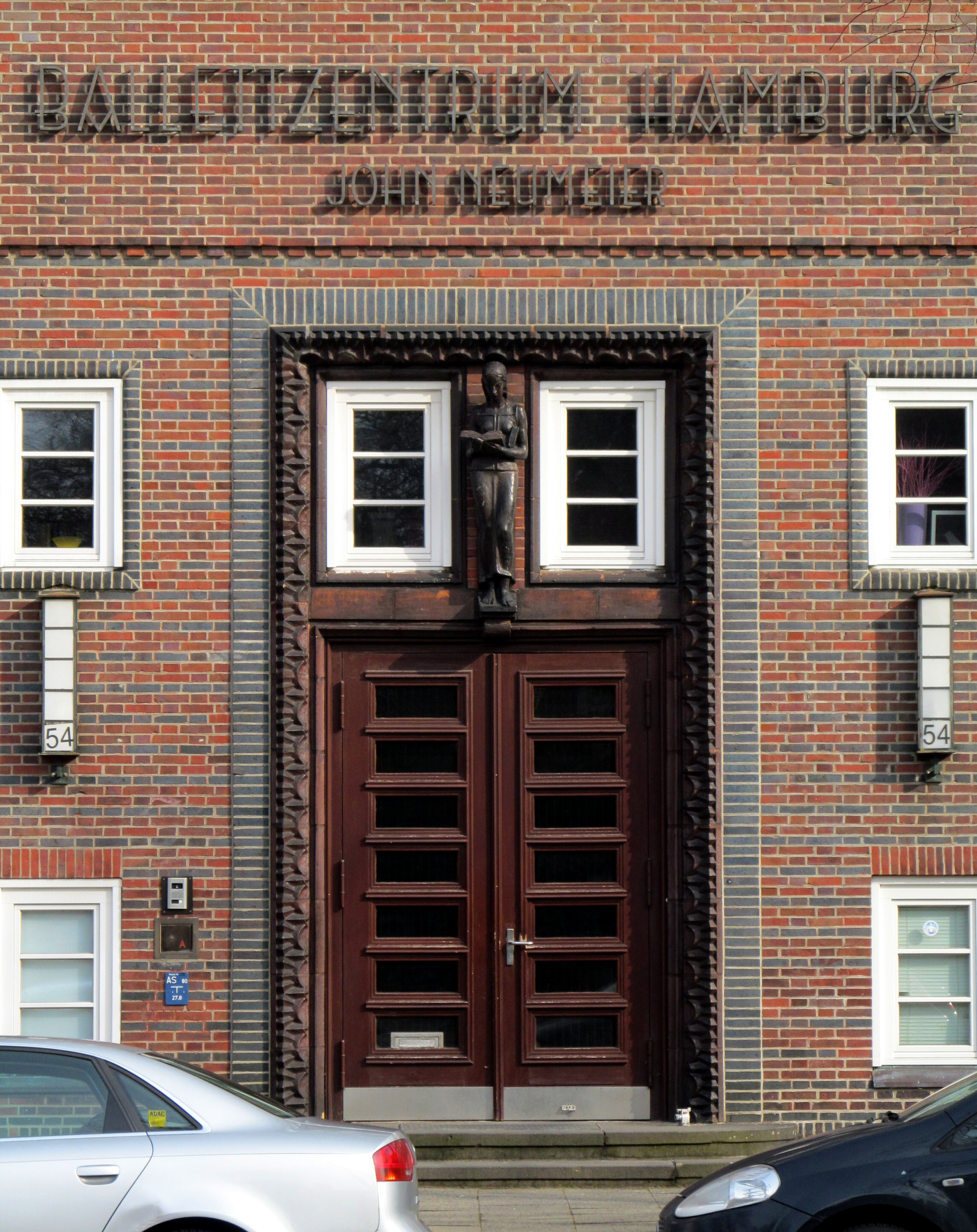
玄関。2014年
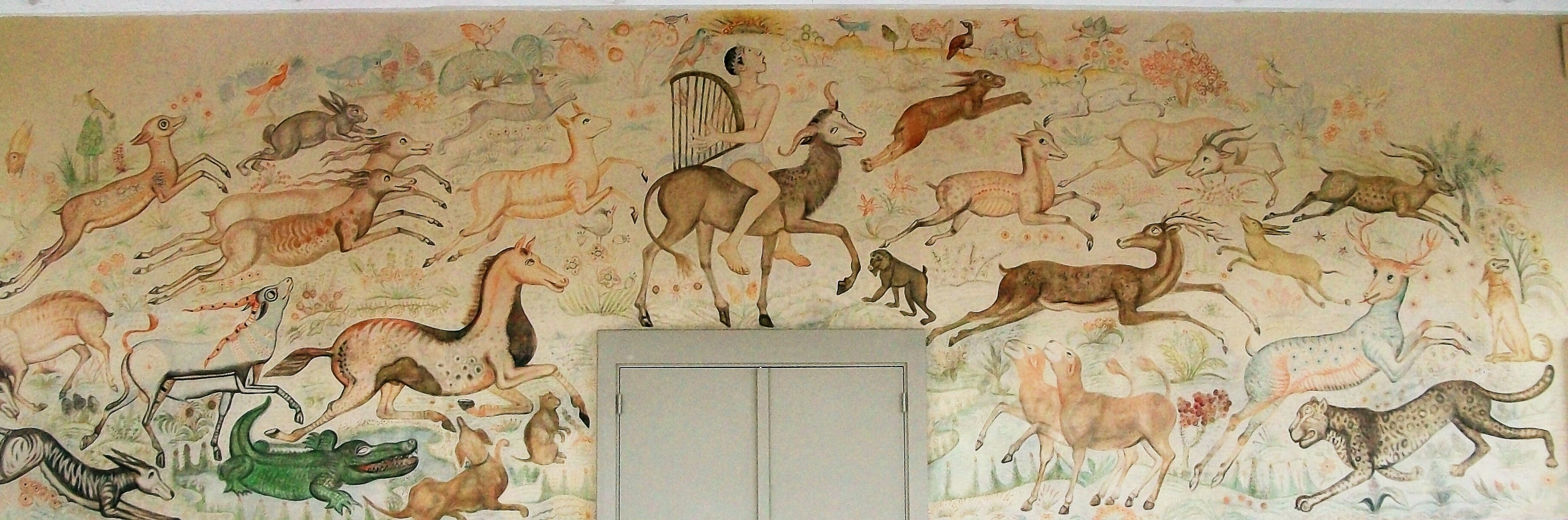
アニタ・レー作『動物とオルフェウス』（1930年頃）

## 賛助協会
本校を財政面および教育理念面で支援する組織として「バレエ・センターの友」協会（Verein „Freunde des Ballettzentrums e.V.“）が存在する。協会は、若く才能があるにもかかわらず、長期間に渡るトレーニングの費用を支払う経済的余裕のない者に奨学金を与え、トレーニングに集中する機会を提供している。